# Myriophyllum caput-medusae
Myriophyllum caput-medusae är en slingeväxtart som beskrevs av A.E. Orchard. Myriophyllum caput-medusae ingår i släktet slingor, och familjen slingeväxter. Inga underarter finns listade i Catalogue of Life.